# هوکوریو، هوکایدو
هوکوریو، هوکایدو (به لاتین: Hokuryū, Hokkaido) یک منطقهٔ مسکونی در ژاپن است که در Sorachi Subprefecture واقع شده‌است.
 هوکوریو  ۱٬۹۶۵ نفر جمعیت دارد.